# Hallandsåstunnel

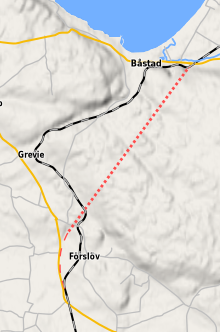
Die rot-weiße Linie zeigt die neue Bahnstrecke im Tunnel, die schwarz-weiße Linie die bisherige Streckenführung

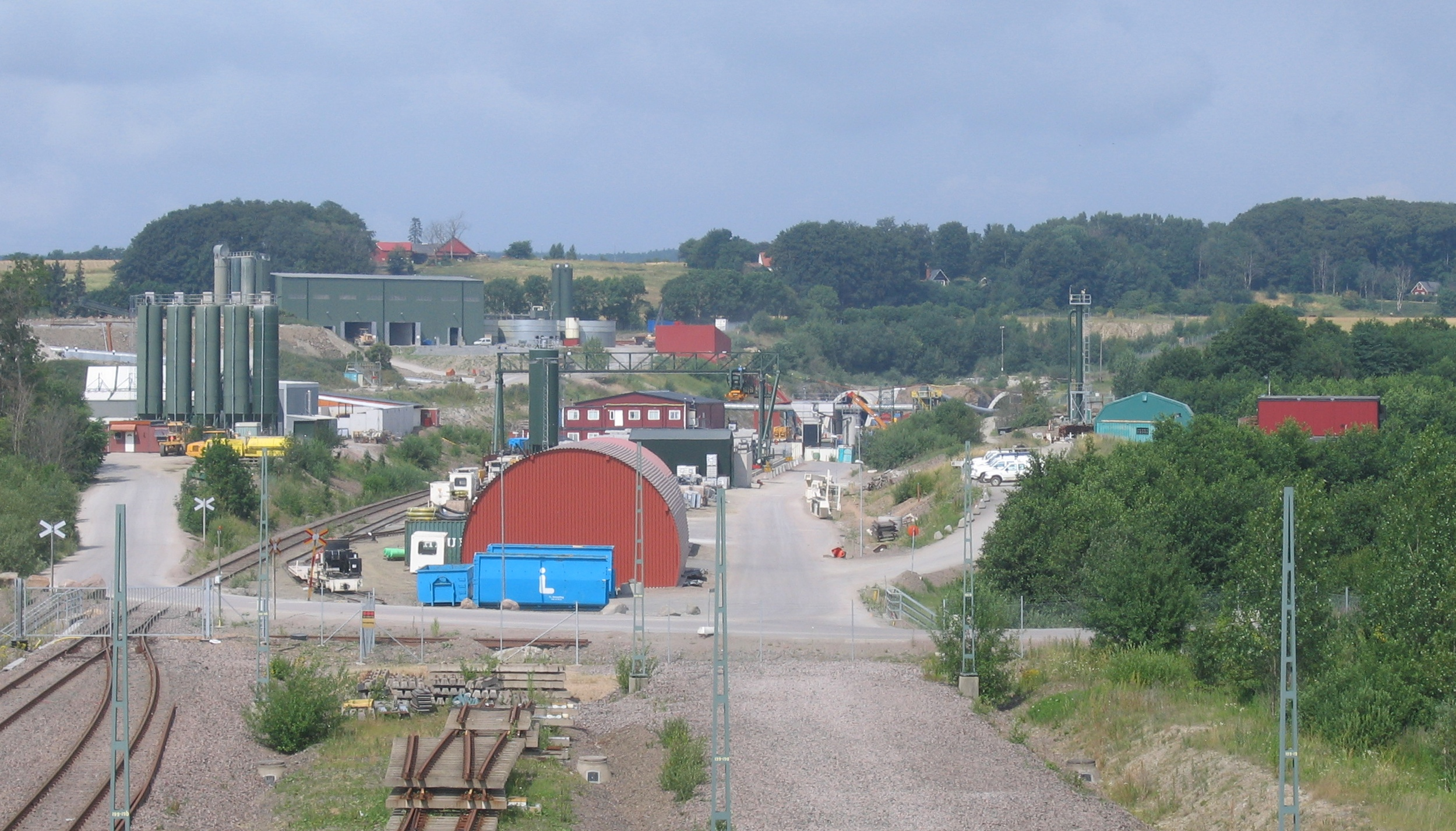
Baustelle am Südportal des Hallandsåstunnels (2007)

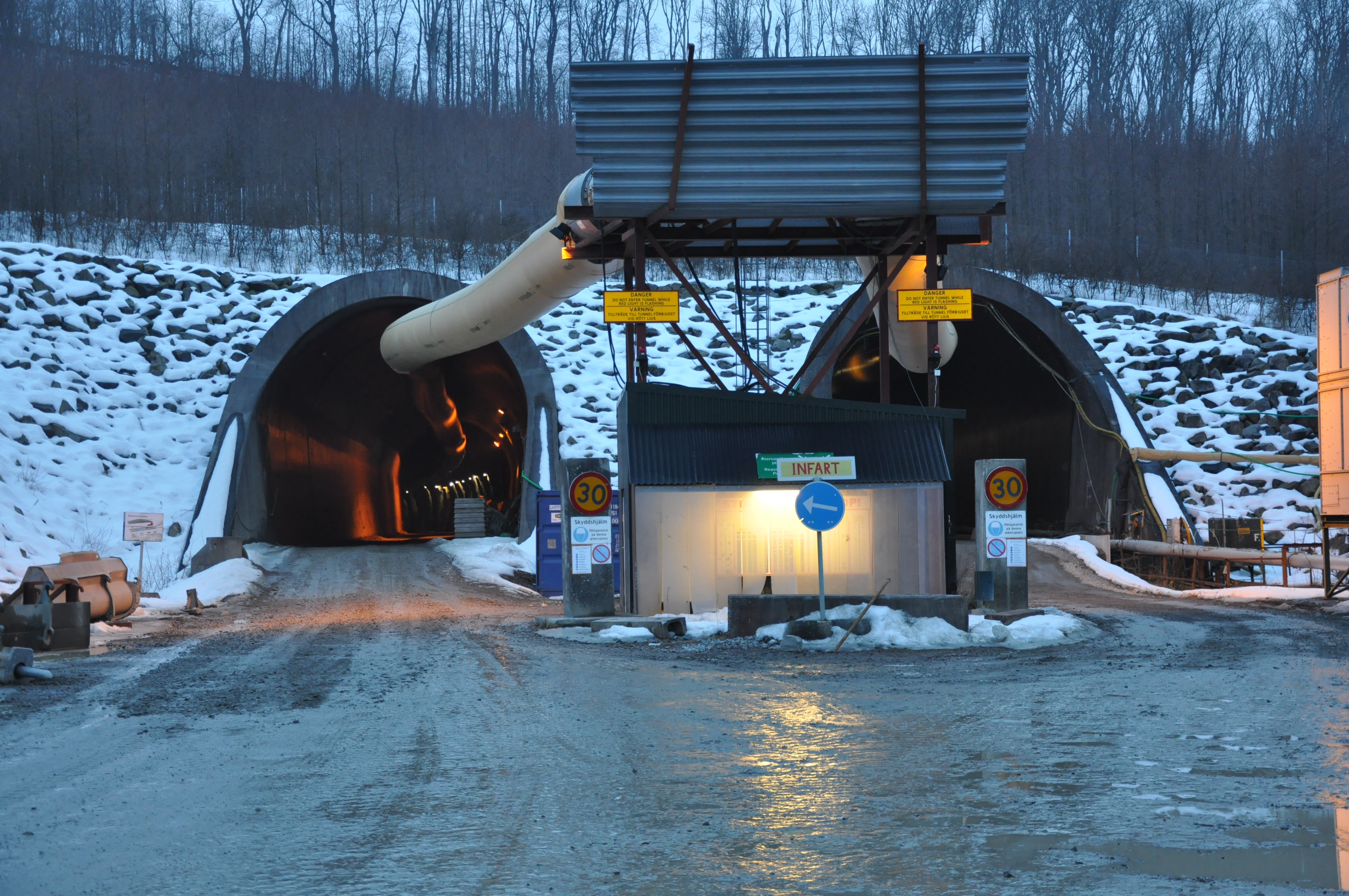
Einfahrt am Nordende des Tunnels (2010)

Der Hallandsåstunnel ist ein Eisenbahntunnel in Schweden, durch den der Bahnverkehr der Västkustbana zwischen Göteborg und Lund führt. Der rund 8,5 Kilometer lange zweiröhrige Basistunnel durchquert den südschwedischen Höhenzug Hallandsåsen zwischen den Ortschaften Förslöv und Båstad. Der Tunnel wurde Ende 2015 in Betrieb genommen.

## Geschichte
Da der Hallandsås-Höhenzug südlich von Båstad nur im eingleisigen Betrieb überquert werden konnte, sollte ein zweiröhriger Eisenbahntunnel durch den Hallandsåsen gebohrt werden. Damit sollte die Fahrzeit an der Westküste zwischen Malmö und Göteborg verkürzt und die Streckenkapazität erhöhen werden. Im Juni 1991 beschloss die schwedische Regierung eine Finanzierung in Höhe von 900 Millionen Schwedische Kronen. Das geplante Fertigstellungsjahr war 1997.
Der Bau wurde 1992 begonnen, in der Folge eines 1997 eingetretenen Umweltskandals eingestellt und erst 2005 wieder aufgenommen. Mit geänderten Bauverfahren, u. a. einer geschlossenen Tunnelbohrmaschine erfolgte der weitere Ausbruch. Die Weströhre wurde 2010 durchgebrochen, die Oströhre 2013. Im Dezember 2015 wurde der Tunnel in Betrieb genommen. Das Projekt umfasste auch den Bau der Haltepunkte Förslöv und Barkåkra auf der Südseite des Tunnels sowie in Båstad, rund 1 km nördlich der Tunneleinfahrt.
Mit der Inbetriebnahme der doppelgleisigen Strecke konnte die Anzahl an Zügen von vier auf 24 pro Stunde erhöht werden und der Streckenabschnitt mit einer Geschwindigkeit von 200 km/h statt 80 km/h befahren werden. Gegenüber der alten eingleisigen Strecke über den Berg kann das Gewicht der Güterzüge verdoppelt werden.

## Umweltskandal
Im Laufe der Baumaßnahmen traten mehrere große Probleme auf, die den Weiterbau stark verzögerten. 1996 wurde von Bohren auf Sprengen umgestellt. Um auftretende Wassereinbrüche in den Griff zu bekommen, wurde ab März 1997 das Dichtungsmittel Rhoca-Gil angewandt, welches unter anderem Acrylamid enthält. Ein Teil davon gelangte unpolymerisiert in die Tunnelabwässer, deren Einleitung in lokale Gewässer zu einem Fischsterben führte. Die Wirkung von Acrylamid als Nervengift führte zur Paralyse dreier Kühe, die Wasser aus einem lokalen Bach getrunken hatten. In sofort darauf durchgeführten Untersuchungen wurde bei allen untersuchten Bauarbeitern Acrylamidvergiftung unterschiedlicher Schwere festgestellt.
Die Verwendung von Rhoca-Gil wurde sofort eingestellt. Die schwedische Regierung legte das Tunnelprojekt für etliche Jahre auf Eis.

## Bauarbeiten
Im November 2005 wurden die Arbeiten nach vorangegangenen Probebohrungen mit Unterstützung von erfahrenen Tunnelexperten, unter anderem aus Österreich und Deutschland, wieder aufgenommen. Es wurde eine geschlossene Tunnelbohrmaschine eingesetzt und der Tunnel mit dichtenden Tübbings ausgekleidet. Erneut auftretende Wassereinbrüche wurde mit konventionellen Methoden begegnet, für die Durchörterung der kritischen Möllebackzone wurde das Gestein gefrierverfestigt. Die Gesamtbaukosten werden (inflationsbereinigt auf 2008) mit 10,8 Milliarden Schwedischen Kronen angegeben.
Am 25. August 2010 war die Oströhre komplett aufgefahren. Der Betrieb der Tunnelbohrmaschine für die verbleibenden 2,5 km der Weströhre begann am 1. März 2011. Am 22. August 2011 waren 570 m der Weströhre vollendet, während noch 1898 m zu bohren waren. Bis Ende 2012 waren 1328 m der Weströhre geschafft, mithin 70,8 %.
Am 4. September 2013 erfolgte der Durchbruch der Weströhre. Im Winter 2014/15 wurden die Gleise verlegt, danach folgten Test und Schulungen. Am 8. Dezember 2015 erfolgte die offizielle Einweihung des Tunnels, am 13. Dezember 2015 wurde er in Betrieb genommen.

## Kosten
Bei Beginn des Projektes wurden Gesamtkosten von etwa einer Milliarde Kronen veranschlagt. Doch schon bis zum Abbruch der ersten Bautätigkeiten waren Kosten von rund 2 Milliarden Kronen aufgelaufen, wobei kaum die Hälfte der Tunnelstrecke fertiggestellt war. Bei der Wiederaufnahme der Bauarbeiten wurden vier Milliarden Kronen veranschlagt, um die Tunnel fertigzustellen. Die Gesamtkosten der Bahnstrecke durch den Hallandsåstunnel betrugen am Ende rund 11 Milliarden schwedische Kronen (ca. 1,18 Mrd. EUR).